# Pierwyj diwizion
Pierwaja liga (ros. Первая лига), dawniej Pierwyj diwizion (ros. Первый дивизион ФНЛ) – drugi poziom profesjonalnych rozgrywek ligowych piłki nożnej w Rosji, po Priemjer-Lidze. Od 2009 roku liczy 20 zespołów.
Od 2011 rozgrywki na drugim poziomie ligowym organizuje Futbolnaja nacyonalnaja liga (ros. Футбольная национальная лига, ФНЛ).
W 2022 roku powrócono do nazwy Pierwaja liga.

## Zwycięzcy Pierwszej Dywizji
- 1992 – Żemczużyna Soczi (grupa zachodnia), KAMAZ Nabierieżnyje Czełny (grupa centralna), Łucz Władywostok (grupa wschodnia)
- 1993 – Czernomoriec Noworosyjsk (grupa zachodnia), Łada Togliatti (grupa centralna), Dinamo-Gazowik Tiumeń (grupa wschodnia)
- 1994 – Czernomoriec Noworosyjsk
- 1995 – Bałtika Kaliningrad
- 1996 – Dinamo-Gazowik Tiumeń
- 1997 – Urałan Elista
- 1998 – Saturn Ramienskoje
- 1999 – Anży Machaczkała
- 2000 – Sokoł Saratów
- 2001 – Szynnik Jarosław
- 2002 – Rubin Kazań
- 2003 – Amkar Perm
- 2004 – Terek Grozny
- 2005 – Łucz-Eniergija Władywostok
- 2006 – FK Chimki
- 2007 – Szynnik Jarosław
- 2008 – FK Rostów
- 2009 – Anży Machaczkała
- 2010 – Kubań Krasnodar
- 2011/12 – Mordowia Sarańsk
- 2012/13 – Urał Jekaterynburg
- 2013/14 – Mordowia Sarańsk
- 2014/15 – Krylja Sowietow Samara
- 2015/16 – Gazowik Orenburg
- 2016/17 – Dinamo Moskwa
- 2017/18 – FK Orenburg
- 2018/19 – FK Tambow
- 2019/20 – Rotor Wołgograd
- 2020/21 – Krylja Sowietow Samara
- 2021/22 – Torpedo Moskwa
- 2022/23 – Rubin Kazań
- 2023/24 – FK Chimki